# Route nationale 4 (Luxembourg)
Pour les articles homonymes, voir N4 et Route nationale 4.
La route nationale 4 (luxembourgeois : Nationalstrooss 4) est une route nationale reliant Luxembourg à la frontière française à Esch-sur-Alzette.

## Histoire
Avant les autoroutes, la route nationale 4 était la route la plus utilisée par les camions et les voitures pour circuler dans le Grand-Duché.

## Géographie
À Esch-sur-Alzette se trouve la frontière française qui va vers Audun-le-Tiche. Elle est prolongée 25 km plus loin en France par la route départementale 16.